# Kurzbahneuropameisterschaften 2005
| Kurzbahneuropameisterschaften 2005 | Kurzbahneuropameisterschaften 2005 |
| ---------------------------------- | ---------------------------------- |
|                                    |                                    |
| Veranstaltungsort                  | Triest                             |
| Teilnehmende Nationen              | 37                                 |
| Teilnehmende Athleten              | ca. 500                            |
| Entscheidungen                     | 38                                 |
| Eröffnung                          | 8. Dezember 2005                   |
| Abschluss                          | 11. Dezember 2005                  |

| Medaillenspiegel | Medaillenspiegel         | Medaillenspiegel | Medaillenspiegel | Medaillenspiegel | Medaillenspiegel |
| Platz            | Land                     | G                | S                | B                | Gesamt           |
| ---------------- | ------------------------ | ---------------- | ---------------- | ---------------- | ---------------- |
| 1                | Deutschland              | 5                | 4                | 7                | 16               |
| 2                | Polen                    | 5                | 4                | 2                | 11               |
| 3                | Niederlande              | 5                | 1                | 2                | 8                |
| 4                | Ungarn                   | 4                | 0                | 1                | 5                |
| 5                | Italien                  | 3                | 4                | 6                | 13               |
| 6                | Frankreich               | 3                | 3                | 2                | 8                |
| 7                | Schweden                 | 3                | 2                | 3                | 8                |
| 8                | Ukraine                  | 3                | 2                | 1                | 6                |
| 9                | Russland                 | 2                | 8                | 4                | 14               |
| 10               | Vereinigtes Königreich   | 1                | 3                | 4                | 8                |
| 11               | Dänemark                 | 1                | 3                | 0                | 4                |
| 12               | Finnland                 | 1                | 1                | 1                | 3                |
| 13               | Slowenien                | 1                | 0                | 2                | 3                |
| 14               | Österreich               | 1                | 0                | 1                | 2                |
| 15               | Slowakei                 | 1                | 0                | 0                | 1                |
| 16               | Litauen                  | 0                | 1                | 1                | 2                |
| 17               | Griechenland             | 0                | 1                | 0                | 1                |
| 18               | Kroatien Schweiz Belarus | 0                | 0                | 1                | 1                |

Die Kurzbahneuropameisterschaften 2005 im Schwimmen fanden vom 8. bis 11. Dezember 2005 in Triest statt und wurden vom europäischen Schwimmverband LEN organisiert.
Die Wettkämpfe fanden im neu errichteten und 16 Millionen Euro teurem Polo-Natatorio-Bruno-Bianchi-Schwimmkomplex statt. Dieser Komplex inkludiert eine 50 Meter Freiluftbecken und ein 50 m Indoor-Becken, wobei für diese Europameisterschaften, das Indoor-Becken benutzt wurde.

## Zeichenerklärung
- WR – Weltrekord
- ER – Europarekord

## Schwimmen Männer

### Freistil

#### 50 m Freistil
| Platz | Land            | Athlet             | Zeit     |
| ----- | --------------- | ------------------ | -------- |
| 1     | Verein. Königr. | Mark Foster        | 00:21,27 |
| 2     | Frankreich      | Frédérick Bousquet | 00:21,47 |
| 3     | Niederlande     | Johan Kenkhuis     | 00:21,51 |

#### 100 m Freistil
| Platz | Land        | Athlet          | Zeit        |
| ----- | ----------- | --------------- | ----------- |
| 1     | Italien     | Filippo Magnini | 00:46,52 ER |
| 2     | Deutschland | Steffen Deibler | 00:47,43    |
| 3     | Russland    | Jewgeni Lagunow | 00:47,55    |

#### 200 m Freistil
| Platz | Land            | Athlet                | Zeit     |
| ----- | --------------- | --------------------- | -------- |
| 1     | Italien         | Filippo Magnini       | 01:42,89 |
| 2     | Italien         | Massimiliano Rosolino | 01:43,32 |
| 3     | Verein. Königr. | Ross Davenport        | 01:43,93 |

#### 400 m Freistil
| Platz | Land        | Athlet             | Zeit        |
| ----- | ----------- | ------------------ | ----------- |
| 1     | Russland    | Juri Prilukow      | 03:37,81 ER |
| 2     | Polen       | Paweł Korzeniowski | 03:38,20    |
| 3     | Deutschland | Paul Biedermann    | 03:39,88    |

#### 1500 m Freistil
| Platz | Land            | Athlet              | Zeit        |
| ----- | --------------- | ------------------- | ----------- |
| 1     | Russland        | Juri Prilukow       | 14:27,12 ER |
| 2     | Verein. Königr. | David Davies        | 14:35,94    |
| 3     | Polen           | Mateusz Sawrymowicz | 14:38,86    |

### Schmetterling

#### 50 m Schmetterling
| Platz | Land            | Athlet         | Zeit     |
| ----- | --------------- | -------------- | -------- |
| 1     | Schweden        | Lars Frölander | 00:23,08 |
| 2     | Verein. Königr. | Mark Foster    | 00:23,12 |
| 3     | Finnland        | Matti Rajakylä | 00:23,17 |

#### 100 m Schmetterling
| Platz | Land        | Athlet               | Zeit     |
| ----- | ----------- | -------------------- | -------- |
| 1     | Deutschland | Thomas Rupprath      | 00:50,55 |
| 2     | Russland    | Jewgeni Korotyschkin | 00:51,32 |
| 3     | Slowenien   | Peter Mankoč         | 00:51,47 |

#### 200 m Schmetterling
| Platz | Land        | Athlet             | Zeit     |
| ----- | ----------- | ------------------ | -------- |
| 1     | Polen       | Paweł Korzeniowski | 01:50,89 |
| 2     | Deutschland | Helge Meeuw        | 01:52,49 |
| 3     | Russland    | Nikolai Skworzow   | 01:53,58 |

### Rücken

#### 50 m Rücken
| Platz | Land            | Athlet              | Zeit     |
| ----- | --------------- | ------------------- | -------- |
| 1     | Deutschland     | Thomas Rupprath     | 00:23,57 |
| 2     | Russland        | Arkadi Wjattschanin | 00:23,95 |
| 3     | Verein. Königr. | Liam Tancock        | 00:24,06 |

#### 100 m Rücken
| Platz | Land        | Athlet              | Zeit     |
| ----- | ----------- | ------------------- | -------- |
| 1     | Ungarn      | László Cseh         | 00:51,29 |
| 2     | Russland    | Arkadi Wjattschanin | 00:51,47 |
| 3     | Deutschland | Thomas Rupprath     | 00:51,50 |

#### 200 m Rücken
| Platz | Land       | Athlet              | Zeit        |
| ----- | ---------- | ------------------- | ----------- |
| 1     | Österreich | Markus Rogan        | 01:50,43 WR |
| 2     | Russland   | Arkadi Wjattschanin | 01:50,77    |
| 3     | Kroatien   | Gordan Kožulj       | 01:53,01    |

### Brust

#### 50 m Brust
| Platz | Land      | Athlet            | Zeit     |
| ----- | --------- | ----------------- | -------- |
| 1     | Ukraine   | Oleh Lissohor     | 00:26,67 |
| 2     | Italien   | Alessandro Terrin | 00:26,79 |
| 3     | Slowenien | Matiaz Markič     | 00:27,08 |

#### 100 m Brust
| Platz | Land         | Athlet            | Zeit     |
| ----- | ------------ | ----------------- | -------- |
| 1     | Ukraine      | Oleh Lissohor     | 00:58,07 |
| 2     | Griechenland | Romanos Alyfantis | 00:58,08 |
| 3     | Ukraine      | Walerij Dymo      | 00:58,60 |

#### 200 m Brust
| Platz | Land     | Athlet          | Zeit     |
| ----- | -------- | --------------- | -------- |
| 1     | Polen    | Sławomir Kuczko | 02:07,01 |
| 2     | Russland | Grigori Falko   | 02:07,04 |
| 3     | Italien  | Paolo Bossini   | 02:07,70 |

### Lagen

#### 100 m Lagen
| Platz | Land      | Athlet              | Zeit     |
| ----- | --------- | ------------------- | -------- |
| 1     | Slowenien | Peter Mankoč        | 00:52,65 |
| 2     | Ukraine   | Oleh Lissohor       | 00:53,38 |
| 3     | Litauen   | Vytautas Janušaitis | 00:54,16 |

#### 200 m Lagen
| Platz | Land    | Athlet              | Zeit        |
| ----- | ------- | ------------------- | ----------- |
| 1     | Ungarn  | László Cseh         | 01:53,46 WR |
| 2     | Litauen | Vytautas Janušaitis | 01:55,52    |
| 3     | Italien | Alessio Boggiatto   | 01:56,11    |

#### 400 m Lagen
| Platz | Land    | Athlet            | Zeit        |
| ----- | ------- | ----------------- | ----------- |
| 1     | Ungarn  | László Cseh       | 04:00,37 WR |
| 2     | Italien | Luca Marin        | 04:02,88    |
| 3     | Italien | Alessio Boggiatto | 04:06,38    |

### Staffel

#### Staffel 4 × 50 m Freistil
| Platz | Land            | Athleten                                                           | Zeit        |
| ----- | --------------- | ------------------------------------------------------------------ | ----------- |
| 1     | Niederlande     | - Mark Veens - Mitja Zastrow - Gijs Damen - Johan Kenkhuis         | 01:25,03 WR |
| 2     | Frankreich      | - Julien Sicot - David Maitre - Alain Bernard - Frédérick Bousquet | 01:25,40    |
| 3     | Verein. Königr. | - Mark Foster - Liam Tancock - Christopher Cozens - Anthony Howard | 01:25,85    |

#### Staffel 4 × 50 m Lagen
| Platz | Land            | Athleten                                                                 | Zeit     |
| ----- | --------------- | ------------------------------------------------------------------------ | -------- |
| 1     | Deutschland     | - Thomas Rupprath - Mark Warnecke - Johannes Dietrich - Steffen Deibler  | 01:34,83 |
| 2     | Ukraine         | - Andrij Olijnyk - Oleh Lissohor - Serhij Breus - Vjatscheslaw Shyrschow | 01:34,91 |
| 3     | Verein. Königr. | - Liam Tancock - Christopher Cook - Matthew Clay - Mark Foster           | 01:35,22 |

## Schwimmen Frauen

### Freistil

#### 50 m Freistil
| Platz | Land        | Athlet                | Zeit     |
| ----- | ----------- | --------------------- | -------- |
| 1     | Niederlande | Marleen Veldhuis      | 00:24,32 |
| 2     | Schweden    | Cristina Chiuso       | 00:24,37 |
| 3     | Schweden    | Anna-Karin Kammerling | 00:24,52 |

#### 100 m Freistil
| Platz | Land        | Athlet              | Zeit     |
| ----- | ----------- | ------------------- | -------- |
| 1     | Niederlande | Marleen Veldhuis    | 00:52,84 |
| 2     | Finnland    | Hanna-Maria Seppälä | 00:53,36 |
| 3     | Deutschland | Petra Dallmann      | 00:53,56 |
| 3     | Frankreich  | Alena Popchanka     | 00:53,56 |

#### 200 m Freistil
| Platz | Land     | Athlet              | Zeit     |
| ----- | -------- | ------------------- | -------- |
| 1     | Schweden | Josefin Lillhage    | 01:55,54 |
| 1     | Italien  | Federica Pellegrini | 01:55,54 |
| 3     | Polen    | Paulina Barzycka    | 01:55,97 |

#### 400 m Freistil
| Platz | Land            | Athlet              | Zeit        |
| ----- | --------------- | ------------------- | ----------- |
| 1     | Frankreich      | Laure Manaudou      | 03:56,79 WR |
| 2     | Verein. Königr. | Joanne Jackson      | 04:01,12    |
| 3     | Italien         | Federica Pellegrini | 04:02,81    |

#### 800 m Freistil
| Platz | Land       | Athlet               | Zeit        |
| ----- | ---------- | -------------------- | ----------- |
| 1     | Frankreich | Laure Manaudou       | 08:11,25 WR |
| 2     | Russland   | Anastassija Iwanenko | 08:14,51    |
| 3     | Schweiz    | Flavia Rigamonti     | 08:20,32    |

### Schmetterling

#### 50 m Schmetterling
| Platz | Land        | Athlet                | Zeit     |
| ----- | ----------- | --------------------- | -------- |
| 1     | Schweden    | Anna-Karin Kammerling | 00:26,05 |
| 2     | Niederlande | Inge Dekker           | 00:26,20 |
| 3     | Österreich  | Fabienne Nadarajah    | 00:26,32 |

#### 100 m Schmetterling
| Platz | Land       | Athlet            | Zeit     |
| ----- | ---------- | ----------------- | -------- |
| 1     | Slowakei   | Martina Moravcová | 00:58,19 |
| 2     | Frankreich | Alena Popchanka   | 00:58,27 |
| 3     | Schweden   | Johanna Sjöberg   | 00:58,39 |

#### 200 m Schmetterling
| Platz | Land       | Athlet             | Zeit     |
| ----- | ---------- | ------------------ | -------- |
| 1     | Ungarn     | Beatrix Boulsevicz | 02:06,62 |
| 2     | Dänemark   | Mette Jacobsen     | 02:07,12 |
| 3     | Frankreich | Aurore Mongel      | 02:07,52 |

### Rücken

#### 50 m Rücken
| Platz | Land        | Athlet                  | Zeit     |
| ----- | ----------- | ----------------------- | -------- |
| 1     | Dänemark    | Louise Ørnstedt         | 00:27,26 |
| 2     | Deutschland | Janine Pietsch          | 00:27,47 |
| 3     | Belarus     | Aljaxandra Herassimenja | 00:27,59 |

#### 100 m Rücken
| Platz | Land        | Athlet          | Zeit     |
| ----- | ----------- | --------------- | -------- |
| 1     | Frankreich  | Laure Manaudou  | 00:58,12 |
| 2     | Dänemark    | Louise Ørnstedt | 00:58,63 |
| 3     | Deutschland | Janine Pietsch  | 00:58,65 |

#### 200 m Rücken
| Platz | Land        | Athlet              | Zeit     |
| ----- | ----------- | ------------------- | -------- |
| 1     | Ukraine     | Irjna Amschennikowa | 02:05,12 |
| 2     | Dänemark    | Louise Ørnstedt     | 02:06,44 |
| 3     | Deutschland | Annika Liebs        | 02:06,73 |

### Brust

#### 50 m Brust
| Platz | Land        | Athlet            | Zeit     |
| ----- | ----------- | ----------------- | -------- |
| 1     | Deutschland | Janne Schäfer     | 00:30,62 |
| 2     | Polen       | Beata Kamińska    | 00:30,71 |
| 3     | Russland    | Jelena Bogomasowa | 00:30,88 |

#### 100 m Brust
| Platz | Land        | Athlet            | Zeit     |
| ----- | ----------- | ----------------- | -------- |
| 1     | Polen       | Beata Kamińska    | 01:06,51 |
| 2     | Russland    | Jelena Bogomasowa | 01:06,89 |
| 3     | Italien     | Chiara Boggiatto  | 01:06,98 |
| 3     | Deutschland | Simone Weiler     | 01:06,98 |

#### 200 m Brust
| Platz | Land        | Athlet           | Zeit     |
| ----- | ----------- | ---------------- | -------- |
| 1     | Deutschland | Anne Poleska     | 02:23,06 |
| 2     | Polen       | Katarzyna Dulian | 02:23,24 |
| 3     | Italien     | Chiara Boggiatto | 02:23,40 |

### Lagen

#### 100 m Lagen
| Platz | Land        | Athlet              | Zeit     |
| ----- | ----------- | ------------------- | -------- |
| 1     | Finnland    | Hanna-Maria Seppälä | 01:00,71 |
| 2     | Schweden    | Hanna Eriksson      | 01:01,18 |
| 3     | Niederlande | Hinkelien Schreuder | 01:01,21 |

#### 200 m Lagen
| Platz | Land     | Athlet               | Zeit     |
| ----- | -------- | -------------------- | -------- |
| 1     | Polen    | Katarzyna Baranowska | 02:10,25 |
| 2     | Polen    | Aleksandra Urbańczyk | 02:11,11 |
| 3     | Russland | Darja Beljakina      | 02:11,62 |

#### 400 m Lagen
| Platz | Land     | Athlet               | Zeit     |
| ----- | -------- | -------------------- | -------- |
| 1     | Polen    | Katarzyna Baranowska | 04:33,70 |
| 2     | Russland | Anastassija Iwanenko | 04:35,27 |
| 3     | Ungarn   | Zsuzsanna Jakabos    | 04:35,68 |

### Staffel

#### Staffel 4 × 50 m Freistil
| Platz | Land        | Athleten                                                                         | Zeit        |
| ----- | ----------- | -------------------------------------------------------------------------------- | ----------- |
| 1     | Niederlande | - Hinkelien Schreuder - Inge Dekker - Chantal Groot - Marleen Veldhuis           | 01:36,27 WR |
| 2     | Schweden    | - Johanna Sjöberg - Anna-Karin Kammerling - Josefin Lillhage - Therese Alshammar | 01:36,75    |
| 3     | Deutschland | - Dorothea Brandt - Daniela Samulski - Petra Dallmann - Daniela Götz             | 01:38,90    |

#### Staffel 4 × 50 m Lagen
| Platz | Land        | Athleten                                                                          | Zeit        |
| ----- | ----------- | --------------------------------------------------------------------------------- | ----------- |
| 1     | Niederlande | - Hinkelien Schreuder - Moniek Nijhuis - Inge Dekker - Marleen Veldhuis           | 01:47,44 WR |
| 2     | Deutschland | - Janine Pietsch - Janne Schäfer - Daniela Samulski - Dorothea Brandt             | 01:47,68    |
| 3     | Schweden    | - Therese Alshammar - Rebecca Ejdervik - Anna-Karin Kammerling - Josefin Lillhage | 01:49,07    |